# オカモトレイジ
オカモトレイジ（1991年1月9日 - ）は、ロックバンド「OKAMOTO'S」のドラム担当、元子役。東京都世田谷区二子玉川出身。本名、三宅零治（旧姓、延原）。

## 略歴
子役として「やっぱりさんま大先生」「あっぱれさんま大先生 (第2期)」に出演。
母親の再婚で苗字が変わり、三宅零治となる。
和光中学校・高等学校卒業。
中学時代の同級生とOKAMOTO'Sを結成。
2006年、OKAMOTO'Sデビュー。
2017年1月14日、もともと友人関係にあった臼田あさ美と結婚
2018年6月、長女が誕生。
2024年12月30日、臼田との離婚を発表。

## 親族
実父はTHE PRIVATESの延原達治。

## 人物
- やっぱりさんま大先生に出演していた際は、下ネタ好きの子供だった。
- 明石家さんまにミュージシャンにはならないと語っていた。

## 出演

### バラエティー番組
- やっぱりさんま大先生（1996年 - 2000年、フジテレビ） - 生徒
- あっぱれさんま大先生（2000年 - 2003年、フジテレビ） - 生徒
- 踊る!さんま御殿!!（日本テレビ）

### 映画
- LOVE SESSION（2014年10月4日）※ドキュメンタリー映画
- もっと超越した所へ。（2022年10月14日）ハピネットファントムスタジオ） - 万城目泰造 役[8]

### テレビドラマ
- SHIBUYA零丁目（2016年4月） - レイ 役[9]

### インターネットテレビ
- my name is（2023年6月11日、ABEMA）